# بی‌من
بی‌من، روستایی است از توابع بخش سعدآباد در شهرستان دشتستان استان بوشهر ایران.

## جمعیت
این روستا در دهستان وحدتیه قرار داشته و براساس سرشماری سال ۱۳۸۵ جمعیت آن ۱۸نفر (۴خانوار) می‌باشد.